# Joshua Gqozo
Joshua Gqozo, meglio conosciuto come Oupa Gqozo (Kroonstad, 10 marzo 1952), è un militare sudafricano di etnia Xhosa.
Il 4 marzo 1990, depose in seguito ad un colpo di Stato il Presidente a vita del Ciskei Lennox Sebe, imponendosi come un vero e proprio dittatore del bantustan fino al 22 marzo 1994, quando dovette rassegnare le proprie dimissioni in seguito allo smantellamento del sistema di apartheid.

## Biografia
Figlio del pastore Fikile Joel Gqozo e di Anna Gqozo, dovette trasferirsi molto giovane da parenti a Witgatboom, nell'allora Transvaal settentrionale (attuale Provincia del Limpopo), dove completò le scuole elementari presso la Seabe Community School. Tornò poi a Kroonstad, dove frequentò la Phomolong Junior High School e la Bodibeng Senior High School. Nel 1972, abbandonò gli studi e andò a lavorare come secondino alla prigione di Kroonstad. Si diplomò per corrispondenza nel 1975. Gqozo fu poi inviato dal Dipartimento carcerario a studiare al Baviaanspoort Training College e, dopo aver terminato gli studi, lavorò alla prigione di Klerksdorp.
Successivamente, si arruolò nella South African Defence Force (SADF) e fu distaccato prima come soldato e poi come capo-impiegato al 21º battaglione di stanza a Lenasia (all'epoca un ghetto indiano). Nel marzo 1981, fu trasferito come ufficiale nella neonata Forza di difesa del Ciskei (in origine il 141º battaglione della SADF, attualmente ricompreso all'interno del 21º battaglione). Fra il 1983 e il 1989, fu inviato con il grado di Colonnello come addetto militare a Pretoria. Il 1º aprile 1988 fu promosso Brigadiere. Nel dicembre 1989, fece ritorno in Ciskei come Capo dello Staff dell'Intelligence. Nel gennaio 1990, Gqozo fu congedato per aver portato a termine il proprio servizio militare e gli fu accordato l'Ordine della Buona Speranza.
Il 4 marzo 1990, approfittando dell'assenza del Presidente del Ciskei Lennox Sebe (in visita ad Hong Kong), portò a termine un colpo di Stato - anticipando sul tempo il figlio di Sebe, Kwame, che fu arrestato assieme ad altri ufficiali e membri del Governo. Gqozo dichiarò successivamente di aver sventato altri due golpe: il primo, nel novembre dello stesso anno, ad opera del Colonnello Guzana e del Maggiore Peter Howsa; il secondo, nel febbraio 1991, per mano del capo della Forza di difesa del Ciskei, il Brigadiere Aaron Jamangile.
A metà 1991, Gqozo fondò l'African Democratic Movement per contrastare l'influenza dell'African National Congress. Nel dicembre dello stesso anno, prese parte alla Convenzione per un Sudafrica democratico (Convention for a Democratic South Africa, CODESA) in qualità di capo del Ciskei.
Lungo il 1992, i rapporti fra Gqozo e l'ANC si deteriorarono notevolmente: nel marzo, Gqozo accusò l'ANC di tramare per destituirlo. Il 7 settembre, l'ANC organizzò una marcia di 80.000 persone, allo scopo di entrare nell'allora capitale Bisho e costringere Gqozo alle dimissioni. Un gruppo di manifestanti, capeggiati da Ronnie Kasrilis, cercò di entrare nello stadio di Bisho, forzando il blocco della Forza di difesa del Ciskei: queste ultime aprirono il fuoco sui manifestanti, uccidendo 28 persone e ferendone più di 200.
Nel 1993, la Corte Suprema del Ciskei incriminò Gqozo e il Sergente maggiore Thozamile Veliti dell'omicidio di Charles Sebe, fratello dell'ex-Presidente Lennox Sebe e capo dei servizi segreti del Ciskei. Entrambi però vennero scagionati dalle accuse, fra le polemiche, il 13 dicembre.
In seguito allo sciopero indetto dagli impiegati del bantustan, il 22 marzo 1994 Gqozo fu costretto a rassegnare le dimissioni. Al suo posto vennero nominati due amministratori, Pieter van Rensburg Goosen e Bongani Blessing Finca, per governare il Ciskei fino alle prime elezioni democratiche del 1994. Gqozo cercò comunque di prendervi parte, prima sotto le insegne dell'African Democratic Movement e poi tramite un altro partito da lui fondato, il Christian People's Movement.
Dopo la fine dell'apartheid, Gqozo cadde in miseria. Nel 1996, prima che fosse convocato dalla Commissione per la verità e la riconciliazione per deporre sul massacro di Bhisho, fu ricoverato per circa tre settimane in un ospedale psichiatrico a causa di un attacco di depressione. Nel 1998, fu condannato per traffico illecito di diamanti a complessivi cinque anni di carcere (sospesi a condizione che Gqozo non reiterasse il reato) e ad una multa di 10.000 rand.
Nel 2001, fu coinvolto in un agguato ai danni dello stregone Keke "Gonondo" Mama a Middledrift, riportando varie ferite da arma da fuoco. Lo stregone morì di lì a poco in ospedale, mentre Gqozo sopravvisse, sebbene risentendo di danni alla sfera del linguaggio. Successivamente, fu reso noto che Gqozo lavorava come guardia del corpo per Mama.
Due anni dopo, fu nuovamente ricoverato in ospedale per ustioni alle mani e al voto, in seguito all'esplosione di una stufa riempita erroneamente con benzina anziché con paraffina. L'incendio ha seriamente danneggiato la sua fattoria fuori King William's Town, causando danni per circa 60.000 rand.
È sposato con Corinthian Nomziwakhe ed ha quattro figli. Attualmente vive in una catapecchia nella sua fattoria, in condizioni di estrema povertà.